# XGRA: Extreme G Racing Association
XGRA: Extreme G Racing Association is een computerspel voor de Nintendo GameCube, PlayStation 2 en Xbox. Het spel werd uitgebracht in 2003. Het perspectief was in de derde persoon. Het spel speelt zich af in de toekomst.

## Teamnamen
- Terranova
- Vixen
- Palus
- Starcom
- Talon
- Jentor
- Manta
- Scarecrow
- Templar Racing

## Ontvangst
| Beoordeeld door                  | Jaar | Platform      | Score |
| -------------------------------- | ---- | ------------- | ----- |
| Game Chronicles                  | 2003 | Xbox          | 93%   |
| Digital Entertainment News (den) | 2003 | PlayStation 2 | 79%   |
| GameZone                         | 2003 | PlayStation 2 | 76%   |
| NintendoWorldReport              | 2004 | GameCube      | 75%   |
| Lawrence                         | 2003 | PlayStation 2 | 74%   |
| Lawrence                         | 2003 | Xbox          | 74%   |
| TeamXbox                         | 2004 | Xbox          | 73%   |
| GameSpot                         | 2004 | GameCube      | 72%   |
| Jeuxvideo.com                    | 2003 | Xbox          | 70%   |
| Game Informer Magazine           | 2003 | Xbox          | 50%   |